# Древний Парфенон
 Древний Парфенон  (англ. Older Parthenon, реже англ. Pre‐Parthenon), иногда Парфенон I или Парфенон II — условное название древнего храма Афинского Акрополя, посвященного богине Афине. Этот храм должен был заменить разрушенный дотла персами Гекатомпедон и стать главным афинским святилищем, посвященным богине Афине Полиади — покровительнице города.

## История
Существование Древнего Парфенона известно и благодаря свидетельству Геродота. Барабаны колонн храма четко выделялись на фоне других блоков северной стены Эрехтейона. Впервые субструктуры более раннего храма открыл профессор Людвиг Росс во время раскопок в 1835—1836 годах. Материалы раскопок 1885—1890 годов под руководством Панайотиса Каввадиаса дали новые доказательства существования храма. Результаты раскопок позволили немецкому архитектору и археологу классичности, Вильгельму Дёрпфельду, на тот момент директору Немецкого археологического института в Афинах, утверждать факт нескольких стадий строительства Древнего Парфенона.
Наиболее ранний этап строительства мог начаться в день Клисфена. Храм этого периода Дёрпфельд назвал Парфеноном I. Второй этап строительства храма начался вскоре после победы греков над персами в битве при Марафоне, то есть около 490—488 гг. до н. э. Незавершенная работа продолжалась теперь с использованием мрамора. Храм этого периода Дёрпфельд назвал Парфеноном II. Исходя из этой теории, Перикловый Парфенон Дёрпфельд назвал Парфеноном III. Наблюдения Дёрпфельда основывались на том, что три первые ступени лестницы Парфенона I были сделаны пороским известняком, как и стилобат, а верхняя ступень — каррайским известняком.
Посреди южного склона Акрополя возвели подпорную стену, а в основу холма заложили известковые блоки, чтобы поднять строительную площадку над скалой примерно на 7 метров. Этот храм представлял собой периптер и имел по 6 и 16 колонн по ширине и длине. Известно, что стилобат и лестницы Парфенона II выполнили из мрамора. Стилобат был меньше и располагался чуть на север от Периклового Парфенона. Это стало ещё одним доказательством того, что фундамент принадлежал другому зданию в Акрополе, позже почти полностью перекрыт фундамент величественного Парфенона III. Однако в 480 г. до н. э., когда строителям удалось возвести колонны только до высоты второго барабана, город был завоёван персидским войском Ксеркса. Строительство прекратилось на 30 лет.
По преданию, афиняне не восстанавливали храм Афины в течение 30 лет после того, как в 479 г. до н. э. дали клятву при Платеях не восстанавливать сооружений, уничтоженных персами. В 450 г. до н. э. в результате заключения Каллиева мира клятва была отменена. Однако раскопки 1910 года Берта Ходжа Хилла позволили возразить Дёрпфельду и определить время возведения Парфенона II эпохой Кимона — после 468 г. до н. э. Датировку затрудняла небрежность раскопок 1885—1890 годов, во время которых находки были почти не задокументированы. В результате безвозвратно была потеряна ценная информация. Хилл докладывал, что кроме фундамента и крупных субструктур храма найдено 250 фрагментов Древнего Парфенона, из которых 38 нашли в разных точках Акрополя, 177 — в северной стене и по меньшей мере 35 встроены в современный Парфенон. 175 фрагментов были тщательно изучены.
Путаница с датировкой вдохновила археолога Уильяма Белла Динсмура. Своей задачей он определил — установить временные границы двух найденных фундаментов и пяти стен. Динсмур пришел к выводу, что максимально возможный период для Парфенона I — не ранее 495 г. до н. э., вопреки дате, указанной Дёрпфельдом. Динсмур также отрицал существование двух Древних Парфенонов.